# Antitrygodes restricta
Antitrygodes restricta är en fjärilsart som beskrevs av Warren. Antitrygodes restricta ingår i släktet Antitrygodes och familjen mätare. Inga underarter finns listade i Catalogue of Life.